# میاندریوازو
میاندریوازو (به لاتین: Miandrivazo) یک منطقهٔ مسکونی در ماداگاسکار است که در منابه واقع شده‌است. میاندریوازو ۱۰۸٬۰۰۰ نفر جمعیت دارد و ۱۰۰ متر بالاتر از سطح دریا واقع شده‌است.